# Robot medyczny
Robot medyczny – urządzenie wspomagające wykonanie czynności medycznych, niektóre mają cechy robota. Najczęściej jest to sterowany zewnętrznie manipulator, w którym działanie lekarza po jednej stronie przekłada się na czynności efektora po drugiej stronie. Zadaniem lekarza jest sterowanie ruchami manipulatora oraz decydowanie o zadaniach do wykonania. Część wykonawcza, zwana efektorem ma za zadanie wykonywanie zadanych jej czynności z nieosiągalną dla człowieka precyzją. Roboty medyczne stosowane są także do obsługi pacjentów oraz osób niepełnosprawnych i pomagają im, między innymi, w przemieszczaniu się i spożywanie posiłków. Manipulatory rehabilitacyjne mogą być sterowane ruchami głowy, brody, gałki ocznej. 
Wśród robotów medycznych można wyróżnić kilka grup:
- Roboty chirurgiczne – ich najważniejszą cechą jest zwiększona precyzja oraz powiązane z nią, zmniejszone ryzyko błędu.
- Roboty rehabilitacyjne – ułatwiają i wspomaga życie osób z trwałymi lub przejściowymi (w okresie zdrowienia) deficytami funkcjonalnymi, osób niepełnosprawnych oraz w podeszłym wieku. Największa grupa tych robotów stosowana jest do diagnostyki i rehabilitacji (zwykle pod nadzorem terapeuty, a samodzielnie przez pacjenta głównie w telerehabilitacji), jak również zmiany pozycji i ćwiczeń w łóżku (zrobotyzowane łóżka), poprawy mobilności (zrobotyzowane wózki dla osób niepełnosprawnych i egzoszkielety), opieki (roboty opiekuńcze), nauki i pracy (zrobotyzowane miejsca pracy czy zrobotyzowane pomieszczenia), a także terapii w części zaburzeń poznawczych (roboty terapeutyczne dla dzieci i osób w podeszłym wieku), jednak ze względu na nieustanny rozwój tej grupy część z ww. rozwiązań obecnie trudno zakwalifikować jako typowe roboty rehabilitacyjne.
- Bioroboty – jest to grupa robotów stworzonych w celu naśladowania ludzi i zwierząt, wykorzystywana w celach kognitywnych.
- Roboty zastępujące asystenta w czasie operacji – ich zastosowanie wyróżnia fakt, że chirurg steruje położeniem kamery, która zastępuje tym samym jego oczy podczas operacji.
- Roboty nawigacyjne (bierne) – ich rola polega na precyzyjnym pozycjonowaniu i utrzymywaniu prawidłowego toru stosowanego w czasie operacji narzędzia. Zastosowanie tego rodzaju robotów widać głównie w neurochirurgii.
- Roboty chirurgiczne, nawigacyjne (czynne) – ich rolą z wykonywanie zadań, jako narzędzia wykonawcze, w procesie odwzorowania trajektorii. Są one wykorzystywane w radiochirurgii oraz w neurochirurgii.

## Historia

### Początki
Chirurgiczna robotyka medyczna jest to młoda dziedzina techniki, której początki datuje się na drugą połowę lat 80. Pierwsze roboty chirurgiczne zostały wprowadzone w neurochirurgii. Neurochirurgia miała już bardzo długą tradycję minimalnej inwazyjności i stosowania skomputeryzowanych danych trójwymiarowych do obrazowania. Pierwsze tomografie komputerowe w początku lat 70. przeprowadzono dla zobrazowania mózgu. W 1985 użyto robota przemysłowego PUMA 560 do pozycjonowania i orientacji rurki-prowadnicy dla igły biopsyjnej. Eksperymenty zostały przerwane ze względów bezpieczeństwa.
Na początku 1998 w Paryżu oraz Lipsku przeprowadzono pierwsze operacje zastawki mitralnej i pomostowania aortalno–wieńcowego przy pomocy amerykańskiego robota kardiochirurgicznego da Vinci. Powstał on na bazie zarzuconych programów naukowo–militarnych prowadzonych przez NASA oraz Pentagon.

### Pierwsza teleoperacja
We wrześniu 2001 znajdujący się w Nowym Jorku Jacques Marascaux usunął przy użyciu systemu Zeus Robotic Surgical System pęcherzyk żółciowy u 68-letniej pacjentki będącej w klinice w Strasburgu. Robot Zeus ma trzy interaktywne ramiona zamontowane do stołu operacyjnego. Jedno z ramion posiada kamerę endoskopową i jest sterowane głosem, natomiast pozostałe dwa są sterowane przez lekarza specjalnymi joystickami naśladującymi dłonie i nadgarstki.

### Przyszłość
Obecnie coraz częściej roboty są stosowane do wykonywania coraz bardziej skomplikowanych operacji chirurgicznych, jednak ciągle głównie sterowane są przez doświadczonych chirurgów. Trwają jednak pracę nad stworzeniem w pełni autonomicznych robotów chirurgicznych, zdolnych do dokonywania samodzielnych operacji, nawet na polu bitwy lub w kosmosie. Przykładem może być Raven, opracowywany przez NASA i amerykański Departament Obrony. Warto zauważyć, że oprogramowanie tego robota jest dostępne jako open-source, aby wspierać dalszy rozwój robotyki medycznej

## Zastosowania robotów w medycynie

### Zastosowania robotów w chirurgii

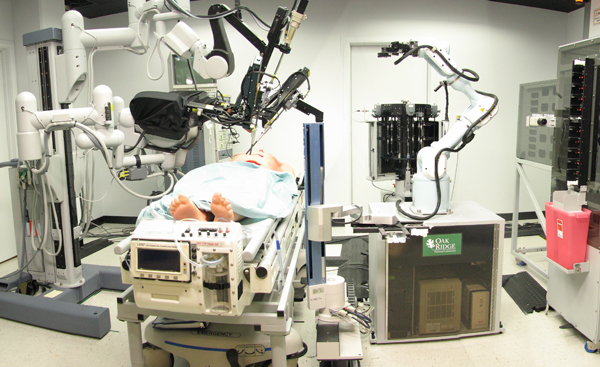
Robot chirurgiczny

#### Chirurgia ogólna
Na początku 2000 w dziedzinie ogólnych zabiegów chirurgicznych robot DaVinci został wykorzystany przez lekarzy w Ohio State University. Pierwsze na świecie opublikowane raporty dotyczyły w chirurgii przełyku i trzustki. W 2007 zespół medyczny z University of Illinois w Chicago, kierowany przez prof. Pier Cristoforo Giulianotti, dokonał operacji chirurgicznych na trzustce. W kwietniu 2008 ten sam zespół chirurgów przeprowadził pierwszą na świecie w pełni małoinwazyjną resekcję wątroby od żywego dawcy, usuwając 60% powierzchni wątroby pacjenta, ale pozwalając mu opuścić szpital już zaledwie kilka dni po zabiegu. Ponadto pacjent odczuwa z mniej bólu niż w przypadku zwykłego zabiegu z powodu czterech otworów, a nie nacięcia robionego przez chirurga.

#### Kardiochirurgia
Przy użyciu robota da Vinci wykonywane są operacje pomostowania aortalno-wieńcowego metodą MIDCAB i TECAB oraz naprawy i wymiany zastawki mitralnej. East Carolina University w Greenville (Dr W. Randolph Chitwood), Saint Joseph's Hospital, Atlanta (dr Douglas A. Murphy), and Good Samaritan Hospital, Cincinnati (Dr J. Michael Smith) spopularyzowały tę procedurę i udowodniły jej trwałość w wielu publikacjach. Od czasu pierwszej zrobotyzowanej operacji serca wykonanej w USA w 1999 na Ohio State University w Columbus (dr Robert E. Michler dr Juan Crestanello, dr Paul Vesco) wykonano między innymi zrobotyzowane pomostowanie aortalno-wieńcowe, operacje zastawki mitralnej, przełyku, resekcji płuca i nowotworów. Operacje te służyły jako ćwiczenia dla lekarzy. W 2002 lekarze w Cleveland Clinic na Florydzie (Dr Douglas Boyd i Kenneth Stahl) zgłosili i opublikowali wstępne doświadczenia z minimalnie inwazyjnymi zabiegami "hybrydowymi". Zabiegi te w łączyły zrobotyzowaną rewaskularyzację i stentowanie naczyń wieńcowych, zwiększając rolę robotów w pomostowaniu aortalno-wieńcowym u pacjentów z chorobą w wielonaczyniową. W toku są badania nad wykonywaniem zrobotyzowanych i hybrydowych zabiegów pomostowania aortalno-wieńcowego wykonywane przez dr. Roberta Postona.

#### Kardiologia i elektrofizjologia
Stereotaxis Magnetic Navigation System (MNS) został opracowany, aby zwiększyć precyzję i bezpieczeństwo zabiegów ablacji przy leczeniu zaburzeń rytmu serca i migotania przedsionków. Jednocześnie pozwalając na zmniejszenie dawki napromieniowania pacjenta i lekarza. System wykorzystuje dwa magnesy do zdalnie sterowanych cewników. Pozwala na automatyczne mapowanie trójwymiarowe serca i układu naczyniowego. MNS został również zastosowany w kardiologii interwencyjnej do wprowadzenia stentów. Pozwalając zmniejszać zużycie kontrastu i umożliwiając dostęp do obszarów nieosiągalnych podczas ręcznej nawigacji. Dr Andrea Natale odniósł się do nowych zabiegów Stereotaxis z cewnikami magnetycznie nawadnianymi jak "rewolucyjnych".
Hansen Medical Sensei robotic catheter system używa zdalnie sterowany system bloczków, aby nawigować sterowalną osłoną prowadzącą cewnik. Umożliwia to precyzyjne i pewniejsze pozycjonowanie cewników stosowanych do mapowania 3D serca i układu naczyniowego. System zapewnia lekarzom przybliżone informacje zwrotne i umożliwia manipulację w lewym przedsionku serca.
Z systemem Sensei związany jest mieszany wzrostu powodzenia w stosunku do zabiegów niezrobotyzowanych, spowodowany wzrostem komplikacji proceduralnych i dłuższym czasem zabiegu. Pozwala jednak stosować niższe dawki fluoroskopii dla pacjenta.
Obecnie trzy rodzaje operacji serca w USA są wykonywane rutynowo, przy użyciu systemów zrobotyzowanych
:
- naprawa defektów przegrody przedsionkowej – naprawa otworu pomiędzy dwoma komorami górnych serca
- naprawy zastawki mitralnej – naprawa zastawki, która zapobiega przenoszeniu krwi z powrotem do górnych komór serca w czasie skurczu serca
- pomostowanie aortalno-wieńcowe – przekierowanie dopływu krwi poprzez obejście zablokowanych tętnic dostarczających krew do serca.

Wraz z rozwojem robotyki chirurgicznej oczekuje się, że zastosowania robotów w chirurgii sercowo-naczyniowej będzie bardziej rozwinięte i spopularyzowane.

#### Chirurgia przewodu pokarmowego
Z wykorzystaniem systemów Zeus lub robota da Vinci wykonano wiele zabiegów chirurgii bariatrycznej. Lekarze na różnych uniwersytetach początkowo opublikowali przypadki wykazujące różne techniki i wykonalności chirurgii przewodu pokarmowego za pomocą robotów medycznych. W pełni opracowano szczegółowe procedury pewnych zabiegów, szczególnie fundoplikacji Nissena przełyku w leczeniu refluksu żołądkowo-przełykowego i miotomii metodą Hellera w leczenie achalazji. Z wykorzystaniem robotów medycznych wykonywano także inne zabiegi przewodu pokarmowego oraz resekcje jelita grubego, trzustki, przełyku.

#### Ginekologia
Zrobotyzowane zabiegi w ginekologii są jedną z najszybciej rozwijających się dziedzin. Obejmują one użycie systemu chirurgicznego da Vinci w łagodnej ginekologii i onkologii ginekologicznej. Wykonuje się zrobotyzowane zabiegi w leczeniu mięśniaków, nieprawidłowych okresów, endometriozy, nowotworów jajnika, wypadania miednicy i nowotworów u kobiet. Korzystając z manipulatora, ginekolodzy mogą wykonywać histerektomię, miomektomię i biopsje węzłów chłonnych. Zastosowanie robotów praktycznie wyeliminowało potrzebę wykonywania dużych nacięć.
Robotycznie wspomagana histerektomia i oceny zaawansowania raka są wykonywane przy użyciu robota da Vinci. Na uniwersytetach: University of Tennessee, Memphis (dr T. Tillmanns dr Saurabh Kumar), Northwestern University (Dr Patrick Lowe), Aurora Health Center (Dr Scott Kamelle), West Virginia University (Dr Jay Bringman) i Uniwersytetu Tennessee, Chattanooga (dr Donald Chamberlain) przeprowadzane są intensywne badania nad wykorzystaniem zrobotyzowanych operacji i stwierdzono, poprawę uleczalności i stosunku przeżycia u pacjentów z nowotworami ginekologicznymi.

#### Neurochirurgia
Kilka systemów stereotaktycznej interwencji jest obecnie na rynku. NeuroMate był pierwszym robotem neurochirurgicznym, dostępnym na rynku w 1997. Pierwotnie opracowany w Grenoble przez zespół Alim-Louis_Benabid jest teraz własnością Renishaw. Wykorzystano go w Stanach Zjednoczonych, Europie i Japonii przy 8000 stereotaktycznych operacjach mózgu w 2009. System chirurgiczny IMRIS Inc SYMBIS (TM) będzie wersją systemu NeuroArm, pierwszym na świecie robota chirurgicznego zgodnego z rezonansem magnetycznym, opracowany do komercyjnego użytku na świecie. System Rosa firmy Medtech jest używany przez kilka instytucji, w tym w Cleveland Clinic w USA, a w Kanadzie w Sherbrooke University oraz Instytucie Neurologicznym w Montrealu i szpitalu w Montrealu. W okresie od czerwca 2011 do września 2012 wykonano tam ponad 150 zabiegów neurochirurgicznych, w tym umieszczenie szczegółowych elektrod w celu leczenia padaczki, a także zabiegi resekcji selektywnych oraz biopsji stereotaktycznej.

#### Ortopedia
W 1992 opracowany został system ROBODOC przez Integrated Surgical Systems, Inc. Ponadto, Acrobot Company Ltd. sprzedaje robota Acrobot Sculptor, który posiada narzędzie do cięcia kości do wcześniej określonej objętości. Innym przykładem jest robot CASPAR wyprodukowany przez URS-Ortho GmbH & Co KG, który jest używany do całkowitej wymiany stawu biodrowego, stawu kolanowego i całkowitej rekonstrukcji przedniego więzadła.

#### Pediatria
Roboty chirurgiczne zostały wykorzystane w wielu rodzajach zabiegów chirurgicznych, w tym dzieci i młodzieży między innymi: zabiegi przetoki tchawiczej, cholecystektomia, fundoplikacja Nissena, zabiegi przepukliny i wrodzonej przepukliny przeponowej. 17 stycznia 2002 chirurdzy ze Szpitala Dziecięcego w Michigan w Detroit dokonali pierwszego w USA wspomaganego komputerowo, zrobotyzowanego zabiegu chirurgicznego w szpitalu dziecięcym.
Centrum Chirurgii Zrobotyzowanej w Szpitalu Dziecięcym Bostonie zapewnia wysoki poziom doświadczenia w zrobotyzowanych zabiegach pediatrycznych. Specjalnie wyszkoleni chirurdzy używają zaawansowanych technologicznie robotów do wykonywania złożonych i delikatnych operacji chirurgicznych przez bardzo małe nacięcia. Dzięki temu mali pacjenci odczuwają mniej bólu, szybciej dochodzą do siebie, przebywają krócej w szpitalu oraz pozostają mniejsze blizny pooperacyjne.
W 2001 Szpital Dziecięcy w Bostonie był pierwszym szpitalem pediatrycznym, który nabył robota chirurgicznego. Dziś chirurdzy korzystają z tej technologii przy wielu zabiegach i wykonują więcej zrobotyzowanych operacji pediatrycznych niż jakikolwiek inny szpital na świecie. W Szpitalu Dziecięcym w Bostonie lekarze opracowali szereg nowych aplikacji do rozszerzenia wykorzystań robota i szkolą chirurgów z całego świata na temat jego stosowania.

#### Radiochirurgia

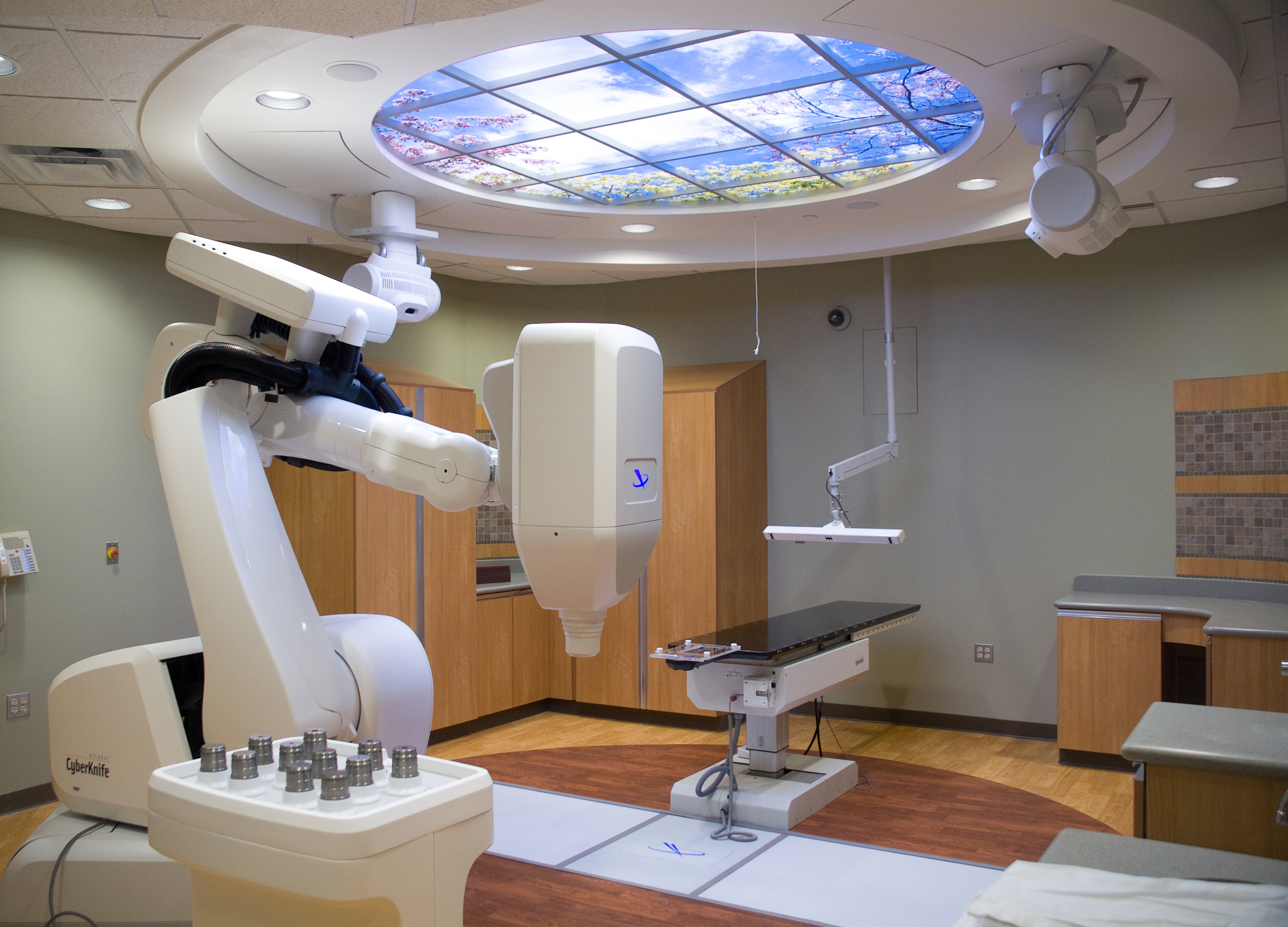
System CyberKnife

System CyberKnife używa nakierowywania obrazowego i sterowaną komputerowo robotykę do leczenia nowotworów w organizmie, dostarczając wielu wiązek promieniowania o wysokiej energii do guza z dowolnego kierunku. System wykorzystuje niemieckiego robota KUKA KR 240. Zamontowany na robocie kompaktowy liniowy akcelerator pasma X wytwarza 6MV promieniowania rentgenowskiego. Montaż źródła promieniowania na robocie umożliwia bardzo szybkie zmiany położenia źródła, które umożliwia systemowi dostarczanie promieniowania z wielu różnych kierunków, bez potrzeby przemieszczania pacjenta i źródła, jak to ma miejsce przy korzystaniu z poprzednich technologii.

#### Urologia
Zrobotyzowanie operacji w dziedzinie urologii stało się bardzo popularne, zwłaszcza w Stanach Zjednoczonych. Stwierdzono, najszersze stosowanie w usunięciu raka prostaty z powodu trudnego dostępu anatomicznego. Również wykonuje się operacje raka nerki i mniejszych zabiegów zakresie pęcherza. Nowe minimalnie inwazyjne zrobotyzowane urządzenia obejmują ultradźwiękowe sondy do selektywnych wycinków guzów nerek, sterowalne igły elastyczne do wykorzystania w brachyterapii prostaty.
W 2000 roku przeprowadzono pierwszą robotycznie wspomaganą radykalną laparoskopową prostatektomię (LRP). Chirurdzy z University of Illinois w Chicago College of Medicine byli pierwszymi, którzy oferowali zrobotyzowaną transplantację nerki chorobliwie otyłym pacjentom mającym wskaźnik masy ciała wynoszący ponad 50 – od 2009 przeprowadzili 13 takich zabiegów (100 procent przyjęcia przeszczepu i brak komplikacji u pacjentów). Donoszą o mniejszej liczbie powikłań wśród tej populacji wysokiego ryzyka (zakażenia ran spadły z 15 procent w chirurgii otwartej do 0 procent, powikłania płucne zmniejszono do 0 procent z 9 procent, długość hospitalizacji jest skrócono z 8,5 dni do 5 dni). Większość centrów przeszczepów w Illinois nie przyjmuje nikogo do przeszczepu nerki z BMI powyżej 40 – a więc pacjenci nie mają innego dostępu do przeszczepów nerek i doświadczają wysokiej śmiertelności podczas dializy, która staje się ich jedyną dostępną terapią.
W marcu 2011 prezydent Słowenii Danilo Türk przeszedł robotycznie wspomagane leczenia raka prostaty w Instytucie Urologii w Innsbrucku.

#### Chirurgia naczyniowa
We wrześniu 2010 w Centrum Medycznym Uniwersytetu w Lublanie wykonano pierwsze zautomatyzowane operacje w naczyniach udowych z zastosowaniem systemu Mgellan Hansen Medical Robotic. Badania prowadzone były przez Borut Geršak, szefa Wydziału Chirurgii Serca, w Centrum Chirurgii Naczyniowej. Geršak wyjaśnił, że użyty robot był pierwszym prawdziwym robotem w historii zrobotyzowanych operacja. Interfejs użytkownika nie przypomina narzędzi chirurgicznych i robot nie naśladował po prostu ruchów rąk ludzkich, ale był sterowany za pomocą przycisków, jak podczas grania w gry wideo. Robot został przywieziony do Słowenii ze Stanów Zjednoczonych.

### Zastosowania robotów w logopedii
Przykładem zastosowania robotów w logopedii jest zrobotyzowany logopeda Bandit stworzony na University of Southern Kalifornia. Stworzony do wspierania terapii stosowanej wobec dzieci z autyzmem. Główną cechą robota jest wygląd przypominający zabawkę, mający ułatwić nawiązywanie kontaktu z pacjentami. Robot posiada dwie kamery usytuowane w "oczach" robota oraz czujniki podczerwieni. Dzięki nim robot poruszający się na dwóch kołach potrafi ustalić położenie dziecka i podjąć odpowiednie reakcje. Standardowo próbuje się zbliżać do dziecka, jednak gdy ono ucieka, zatrzymuje się i zachęca pacjenta gestami do podejścia. Przeważnie dzieci podchodzą do robota i nawiązują z nim więź dzięki umiejętności robota, do okazywania emocji "mimiką twarzy". Pozwala to na wciągnięcie dzieci do zabawy, obecność robota ułatwia także interakcje społeczne takie jak chociażby rozmowa z dzieckiem. Kamery robota pozwalają ponadto na nagrywanie zachowania dziecka, wspomagając terapię prowadzoną przez lekarza.

### Zrobotyzowane pigułki
Firma Philips wyprodukowała inteligentną, zrobotyzowaną pigułkę iPill. Umożliwia ona dostarczenie leku dokładnie w pożądane miejsce w organizmie. Wnętrze pigułki o wymiarach 11 × 26 mm zawiera między innymi układ komunikacji radiowej, mikroprocesor, baterię oraz miniaturową pompę. Dzięki umieszczonym w kapsułce czujnikom iPill może dokonać pomiaru odczynu pH w celu określenia położenie w układzie pokarmowym, pozwalając na uwolnienie leku w dokładnie ustalonym miejscu. Istnieje także możliwość dostarczania leku w porcjach, w kilku miejscach układu pokarmowego. Ponadto istnieje możliwość zdalnego wydania polecenia wstrzymującego dozowanie leku, w przypadku np. wystąpienia skutków ubocznych. Wbudowana bateria pozwala na 48 godzin pracy. Zaletą wykorzystania iPill jest możliwość precyzyjnego podania leku i związana z tym możliwość zmniejszenia dawki leku podawanej pacjentom w celu uniknięcia efektów ubocznych.

### Zastosowania robotów w rehabilitacji
Roboty zapewniające precyzję i powtarzalność, pozwalają na wykonywanie ćwiczeń z pacjentami, przy mniejszym zaangażowaniu terapeutów, pozwalając na zmniejszenie kosztów i zwiększenie liczby leczonych pacjentów. Ponadto nieosiągalna dla człowieka precyzja pozwala na skrócenie czasu rehabilitacji dzięki większej efektywności. Wykorzystanie robotów rehabilitacyjnych z przeważnie nie jest samodzielną metodą rehabilitacyjną, a jedynie uzupełniającą formą terapii. Przykładem robota stosowanego w rehabilitacjach może być wykorzystująca rzeczywistość wirtualną ITALIA10 tworzona od 2009 na Behavioral Imaging and Neural Dynamics Center, University „G. d’Annunzio”, stosowana w rehabilitacji kończyny górnej po udarze niedokrwiennym mózgu.
Jednak korzystanie z robotów rehabilitacyjnych wymaga nadzoru terapeutów w celu zachowania bezpieczeństwa. Pacjenci często nie zgłaszają zbyt dużego bólu, będąc w błędnym przekonaniu o zwiększonej efektywności. Nadmierny ból zostałby zauważony przy tradycyjnej terapii, tak samo jak zbyt łatwe ćwiczenia. Konieczne jest także umożliwienie awaryjnego przerwania rehabilitacji z wykorzystaniem robota, na przykład podczas błędnego działania algorytmu sterującego robotem. Za jedną z najbardziej zaawansowanych form robota rehabilitacyjnego uważa się egzoszkielet wspomagany.

#### Zrobotyzowana noga
C-Leg (skrót od computerized leg – skomputeryzowana noga) wyprodukowana przez firmę Otto Bock HealthCare GmbH, jest pierwszym na świecie przegubem kolanowym, który jest w pełni sterowanym mikroprocesorami. Ten przegub kolanowy znalazł zastosowanie w budowie nowoczesnej protezy nogi. Wszystkie fazy ruchu, wykonywane przez osoby zdrowe nieświadomie, są w pełni sterowane przez komputer. C-Leg przeznaczone jest dla osób, po amputacji przeprowadzonej na wysokości uda. Proteza zastępuje u nich staw kolanowy i całą muskulaturę stopy i podudzia. Pacjent kieruje protezą wyłącznie poprzez istniejące jeszcze mięśnie biodrowe i mięśnie kikuta. C-Leg umożliwia płynne poruszanie się użytkownika różnymi prędkościami. Sterowane komputerowo zabezpieczenie fazy podporu, pozwala pacjentowi na poruszanie się po spadzistym terenie. Ponadto C-Leg znacznie eliminuje ryzyko upadku lub potknięcia, w stosunku do tradycyjnych protez. C-Leg posiada ponadto tryby wspierające jazdę na rowerze lub rolkach oraz długie stanie w ustalonej pozycji.

### Zrobotyzowana pielęgniarka
Robot Clara stworzony przez USC Interaction Lab jest zrobotyzowaną pielęgniarką. Przemieszcza się, po wcześniej zadanych trasach, między łóżkami pacjentów wykrywając przeszkody. Pacjenci rozpoznawani są przez skanowanie kodów umieszczonym przy łóżkach. Robot wyświetla wcześniej nagrane instrukcje dotyczące ćwiczeń dla pacjentów. Komunikacja w celach diagnostycznych z pacjentem odbywa się poprzez odpowiedzi "tak" lub "nie". Robot dedykowany jest pacjentom po zabiegach kardiologicznych, u których konieczne jest wykonywanie ćwiczeń spirometrycznych nawet do 10 razy na godzinę przez kilka dni.

### Wsparcie psychiczne

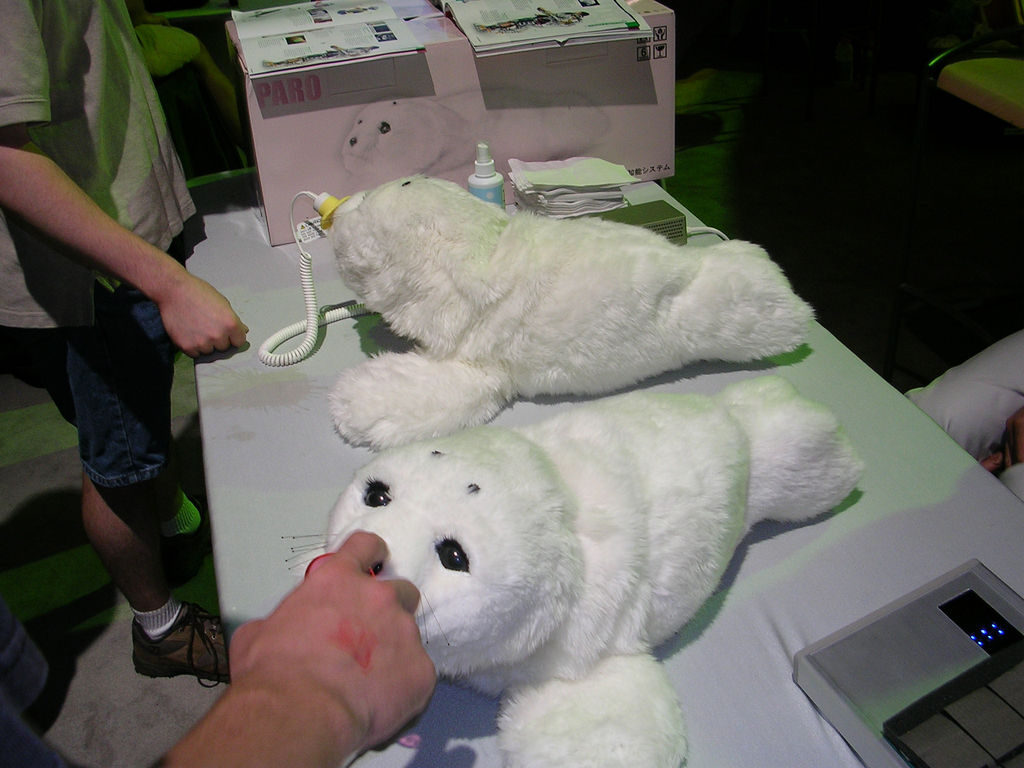
Robot PARO

Japoński robot PARO jest jednym z opracowanych do współpracy z ludźmi, pozwalając im poczuć się emocjonalne przywiązanymi do robota. Paro i podobne roboty pomagały wielu starszym ofiarom trzęsienia ziemi i tsunami. Roboty angażujące psychiczne mają zapewnić 3 rodzaje efektów: psychologiczne takie jak relaks i motywacja, fizjologiczne oraz społeczne np. namawianie do komunikacji między pacjentami i opiekunami.
Podobne rozwiązania robotów terapeutycznych (np. Keepon) wykorzystuje się w terapii dzieci m.in. z ASD (schorzeniami ze spektrum autyzmu).

### Roboty medyczne w układzie krwionośnym
Grupa naukowców ze Szwajcarskiego Państwowego Instytutu Technologicznego w Zurichu zademonstrowała jeden z najmniejszych na świecie systemów robotów medycznych o wymiarach około 940x400μm (szerokość zbliżona do czterokrotnej średnicy ludzkiego włosa). Robot porusza się w ludzkim układzie krwionośnym, dzięki energii pochodzącej z promieniowania magnetycznego. Urządzenia te poruszają się na zasadzie podobnej, do igły w kompasie umożliwiając poruszanie się w naczyniach krwionośnych (nawet przy naczyniach szerokości około 10-krotności ludzkiego włosa) i płynach znajdujących się za gałką oczną lub w okolicach ucha powodując znacznie mniejszy ból u pacjenta w porównaniu z tradycyjnymi metodami.

## Roboty medyczne w Polsce
Pierwszy w Polsce robot chirurgiczny – da Vinci – od 2010 znajduje się we wrocławskim Wojewódzkim Szpitalu Specjalistycznym. Pierwszym zabiegiem z jego wykorzystaniem, była operacja 71-letni mężczyzny chorego na raka jelita grubego.
Robot wraz z zestawem trzech kompletów narzędzi, pozwalającymi wykonać około 30 operacji, został zakupiony w ramach grantu naukowego Funduszu Nauki i Technologii Polskiej Ministerstwa Nauki i Szkolnictwa Wyższego, jednak NFZ nie refunduje operacji wykonywanych przy pomocy systemu da Vinci. Do pozyskiwana funduszy zmuszeni są sami lekarze pozyskujący specjalne granty i sponsorów. Są to aktualnie jedyne sposoby na uzyskanie pieniędzy koniecznych do wykonywania operacji i szkolenia lekarzy. Z powodu istniejących uregulowań prawnych nie istnieje także możliwość operowania z wykorzystaniem robota da Vinci pacjentów, chcących samemu zapłacić, ponieważ wrocławski szpital jest placówką publiczną.

### Polski robot Robin Heart
Robin Heart to rodzina robotów tworzona w Polsce od 2000 roku przez zespół Pracowni Biocybernetyki Fundacja Rozwoju Kardiochirurgii w Zabrzu kierowany przez Zbigniewa Nawrata, przy współpracy z zespołami z Politechnik: Łódzkiej, Warszawskiej. System Robin Heart jest pierwszym europejskim robotem kardiochirurgicznym oraz jednym z najnowocześniejszych robotów wspomagających operacje bezinwazyjne.
Składa się on z modułów, pozwalając na skonfigurowanie sprzętu do różnych operacji. Istniejące modele to:
- Robin Heart 0
- Robin Heart 1 – posiadający niezależną podstawę i sterowanie przy pomocy komputera przemysłowego
- Robin Heart 2 – mocowany do stołu operacyjnego, posiada dwa ramiona do montowania narzędzi chirurgicznych albo toru wizyjnego z kamerą endoskopową
- Robin Heart Vision – sterujący endoskopem
- Robin Heart Shell – ergonomiczna konsola sterownicza
- Robin Heart mc2 – telemanipulator medyczny, mogący zastąpić dwóch chirurgów i asystenta kierującego torem wizyjnym.

Opracowywane są także mechatroniczne narzędzia – Robin Heart Uni System.
Pierwsze testy na zwierzętach odbyły się w styczniu 2009 w Centrum Medycyny Doświadczalnej Śląskiego Uniwersytetu Medycznego w Katowicach. Wykonano z pełnym powodzeniem pierwsze zabiegi (na zwierzętach) z wykorzystaniem Robin Heart Vision.
Robin Heart mc2 posiada wiele podobieństw do systemu Da Vinci, posiada takie cechy jak generowanie obrazu 3D HD czy eliminowanie drżenia rąk chirurga. Robin Heart mc2 jest sterowany przyciskami, zamiast jak to ma miejsce w da Vinci specjalnymi joystickami, eliminując dzięki temu ograniczenia nakładane przez ruchliwość dłoni. W jednym ramieniu mogą znaleźć się 2 narzędzia, wyjmowalne w dowolnym momencie, do użytku ręcznego. W przeciwieństwie do operacji wykonywanych systemem da Vinci nie zachodzi konieczność każdorazowego wyjmowania i wymiany narzędzi z ciała pacjenta, co trwa około minuty. Podwójne narzędzie chirurgiczne robota Robin Heart zawiera w sobie pęsetę i nożyczki. Zmiana następuje po wydanym głosem poleceniu, lub za pośrednictwem konsoli bez straty cennych minut. Na zmniejszenie kosztów eksploatacji w porównaniu do systemu Da Vinci pozwala zastosowanie popychaczy do poruszania ramionami, linek wymagających regulacji.
Robot Robin Heart mc2 cierpi jednak na problemy z finansowaniem. Przez brak sponsorów skłonnych zapłacić ok. 40 mln zł na wdrożenie robotów Robin Heart do polskich szpitali, robot nie wykonał jeszcze żadnej operacji na żywym pacjencie.
W planach rozwoju systemu Robin Heart jest między innymi możliwość pracy ze śledzeniem ruchu serca, umożliwiając pracę bez jego wstrzymywania – robot będzie je zszywał w takt bicia serca.
Dnia 7 marca 2019 roku dr Jan Sarna - Dyrektor Generalny Fundacji Rozwoju Kardiochirurgii im. prof. Zbigniewa Religi oraz Kamil Chrzanowski - Dyrektor ds. Marketingu Meden-Inmed Sp. z o.o. (polskiego producenta i dystrybutora sprzętu oraz aparatury medycznej) podpisali umowę dotyczącą komercjalizacji robota toru wizyjnego Robin Heart Port Vision Able. Na jej mocy spółka z Koszalina otrzymała licencję na produkcję i sprzedaż robota, natomiast FRK - określony w umowie procent od wartości każdego sprzedanego egzemplarza.
Podpisanie umowy to efekt wieloletniej współpracy, mającej na celu wytwarzanie nowoczesnych produktów i wdrażanie innowacji technologicznych. W jej wyniku zostały już wyprodukowane 4 roboty chirurgiczne.

## Wady i zalety robotów medycznych
Stosowanie robotów medycznych w chirurgii umożliwia dokonywanie operacji, które w tradycyjny sposób były niemal niemożliwe do wykonania. Ponadto pozwala na zwiększenie precyzji, skrócenie czasu operacji i ograniczenie potrzebnego personelu medycznego. Dla pacjentów operacje z wykorzystaniem robotów wiążą się z mniejszym bólem i szybszym dochodzeniem do siebie po operacji dzięki precyzyjnemu operowaniu przez niewielkie otwory zamiast sporych nacięć. Nie ma konieczności uszkadzania np. żebra w celu dokonania operacji. Dodatkowo po zabiegu pozostają tylko niewielkie blizny, niepowodujące takiego dyskomfortu u pacjentów, jak przy klasycznych operacjach. Roboty rehabilitacyjne oferują, nieosiągalną dla człowieka wielokrotną powtarzalność działań.
Jednak korzystanie z robotów wiąże się ze sporymi kosztami. Koszt zabiegu z wykorzystaniem znajdującego się w Polsce systemu da Vinci wynosi ok. 15-30 tys. zł, a po 10 zabiegach trzeba kupić nowy zestaw narzędzi. NFZ nie refunduje operacji przeprowadzanych za pomocą wartego ok. 9 mln zł da Vincim. W przypadku robotów rehabilitacyjnych przy braku odpowiedniego nadzoru, problem może być brak odpowiedniej interwencji na reakcje pacjenta takie jak ból, czy szybsze postępy. Roboty, które utrzymują kontakt z pacjentem, umożliwiają osiągnięcie lepszych efektów, ale mogą prowadzić do późniejszych problemów w relacjach międzyludzkich.